# Else-Marie Hansen
Else-Marie Hansen, född 19 oktober 1904 i Köpenhamn, död 11 augusti 2003 i Charlottenlund, var en dansk skådespelare, mest känd under artistnamnet Else-Marie. Hon var mellan 1952 och 1965 gift med Holger Juul Hansen.
Hon debuterade 1927 på Fønix Teatret (senare Aveny Teatret), och spelade fram till 1950-talet framför allt i operetter, bland annat mot Hans Kurt. Därefter fortsatte hon som skådespelare ända in på 1990-talet, särskilt på Allé Scenen (Betty Nansen Teatret).
Else-Marie spelade även i film och tv; bland annat spelade hon konsulinnan Holm i Matador 1978-1981.

## Filmografi i urval
- 1978 – Matador (TV-serie)
- 1976 – Dynamitgubbarna
- 1978 – Släkten
- 1969 – Tonårskärlek
- 1965 – Slå först Freddie!
- 1963 – Lilla helgonet
- 1961 – Lilla grevinnan
- 1959 – En flicka en gitarr en trumpet
- 1958 – Världens rikaste flicka
- 1958 – Guld och gröna skogar
- 1940 – En flicka hela da'n
- 1939 – Rosor varje kväll
- 1937 – Mille, Marie og mig
- 1930 – När rosorna slå ut

## Teater

### Roller (urval)
- 1952 – Vilda Mary i South Pacific av Richard Rodgers, Oscar Hammerstein och Joshua Logan, regi Sven Aage Larsen, Oscarsteatern[2]